# Seznam děkanů Fakulty vojenských technologií Univerzity obrany
Toto je seznam děkanů Fakulty vojenských technologií Univerzity obrany.
1. Josef Bucholcer (2003–2005)[1][2]
2. Zdeněk Vintr (2005–2012)[3][4]
3. Libor Dražan (2012–2016)[5]
4. Martin Macko (2016–2019)[6]
5. Vlastimil Neumann (od 2020)[7]